# Елізійні системи
Елізійні системи - різновид пластових напірних систем  в яких розподіл напорів обумовлено в основному ущільненням самих колекторів. Елізійні системи характерні, отже, для відносно древніх відкладень. 
У елізійній системі областю живлення є найбільш занурена частина пласта-колектора. Звідси вода, що надійшла в неї, переміщується в напрямку повстання пласта до областей розвантаження, коли є зв'язок пласта-колектора з земною поверхнею, або до кордонів поширення пласта-колектора, якщо такого зв'язку немає. У першому випадку прийнято називати елізійні системи напівзакритими, у другому - закритими.
Міграція вуглеводневих флюїдів у гірських породах часто супроводжується циркуляцією підземних вод термогідродинамічних, елізійних та інфільтраційних природних водонапірних систем. 